# Dębówko (powiat szczycieński)
Dębówko (dawniej Eichtal) – wieś w Polsce położona w województwie warmińsko-mazurskim, w powiecie szczycieńskim, w gminie Szczytno.
W latach 1975–1998 miejscowość położona była w województwie olsztyńskim.
Wieś leży ok. 2 km od Szczytna przy krajowej drodze nr 57. Dawniej miejscowość typowo rolnicza, obecnie znajduje się tu duża ferma drobiarska. W okolicy Dębówka znajdują się dwa niewielkie jeziora: Romanek i Fręcki (dawniej zwane też jez. Fręckie). Jest tu także szkółka leśna i Leśnictwo.

## Historia
Wieś założona w 1820 r. na wschód od Lasów Korpelski, jako kolonia przeznaczona dla inwalidów wojny 1813-1815. Pożar z roku 1904 bardzo zniszczył osadę. W latach 30. XX w. wieś była rozbudowana.
Dębówko powstało przed 1830 r. w Lasach Korpelskich jako kolonia, przeznaczona dla inwalidów wojennych. Były tam same drobne gospodarstwa, które w 1858 r. obejmowały łącznie 95 morgów magdeburskich. Wioska ta liczyła wówczas 5 chałup. Liczba mieszkańców z 1939 r. – 52.
Zobacz też: Dębówko, Dębówko Nowe, Dębówko Stare